# 德雷布考
德雷布考（德語：Drebkau，發音：[ˈdʁɛpkaʊ] ⓘ，發音：[ˈdrʲɔwk]）是德国勃兰登堡州施普雷-尼斯县的城市，面积143.91平方千米，2023年12月31日人口为5,534人。